# Vasile Drăguț
Vasile Drăguț (n. 9 ianuarie 1928, Craiova, România – d. 1 noiembrie 1987, București, România) a fost un critic și istoric de artă, personalitate de seamă a culturii românești. A fost profesor și rector al Institutului de Arte Plastice “Nicolae Grigorescu” din București (1976-1984) și director al Institutului de Istoria Artei “George Oprescu” din București (1976-1987), de-a lungul carierei ocupând și alte numeroase funcții culturale. Este autorul unor importante lucrări științifice de artă medievală românească.

## Biografie
Vasile Drăguț s-a născut pe 9 ianuarie 1928 în Craiova.
Tatăl său, Constantin Drăguț (1887- 1959, București), s-a născut în comuna Murgași din județul Dolj; religie ortodoxă; meseriaș (boiangiu), cu atelier în Craiova (“Buangerie și Vopsitorie Chimică de Haine – Stofe – Mătăsuri – Fire de lînă și Blănuri Costică I. Drăguț), ulterior în București; făcea parte dintr-o familie de  țărani, cu 9 copii (8 băieți și o fată), frații au rămas în sat, la munca cîmpului, a viei. („Timbrul vocii se modifică numai atunci când își amintește de interiorul boiangeriei tatălui său, cu mostrele de culoare "ce l-ar face să pălească de invidie pe Ion Bitzan”) 
Mama sa, Victoria Drăguț (1885, Pitești-1980, București), născută Horvat (Iosef Horvat, austriac, religie catolică, lucrător tapițer; tatăl Andrei Horvath, originar din Loraino ; Elena (Lina) I. Horvat, n. Laslo, unguroaică, religie catolică, casnică (decedată în al Doilea Război, călcată de o mașină nazistă). Cea mai mare, într-un lanț de 11 copii, este retrasă de la școală, după primele clase primare, nu-și iartă părinții, până la adînci bătrâneți, pentru această faptă. Vorbește perfect germană și maghiară, autodidactă – împătimită de istorie și politică, pasionată de geografie, extrem de riguroasă în scris (atât în română cât și în germană); în timpul războiului, face contrabandă cu alimente între Craiova și București. Extrem de energică și voluntară, divorțează de primul soț, cu care are un băiat de 4 ani, pe motiv de gelozie. Se căsătorește cu Constantin Drăguț (el însuși având un băiat dintr-o căsătorie anterioară), cu care are 6 copii, primul născut, Constanța, în 1913 (la vârsta mamei de 28 de ani). Urmează, în ordine: Victor (1915-1940), Alexandru (1919-1945), Floarea (1920 - ), Maria (1923-1927), Vasile (1928-1987).
Ultimul născut – Vasile (le vârsta mamei de 43 de ani). Hotărârea de a duce această ultimă sarcină, la o vârstă destul de avansată (biologic, dar și raportat la mentalitatea epocii și la o familie destul de numeroasă deja), a fost luată de părinți în urma unui vis al mamei: “Am intrat amândoi în biserică, ținând de o parte și de cealaltă un băiețel, îmbrăcat într-o cămeșoaică țărănească, albă.“ Vasile Drăguț, ultimul născut, pe lângă un destin hărăzit, avea să fie, pentru părinți, singurul băiat ajuns la deplină maturitate. Toți frații mamei sunt orășeni, mici meseriași, unul singur (Ștefan Horvat/Herescu) absolvește Academia de Comerț și lucrează în regim bancar.
Sora cea mai mare a fost Constanța Drăguț (căsătorită Mihăilă), n. 1913, Pitești, care a studiat la Facultatea de Litere și Filosofie din București, licențiată în 1938, specialitatea Filologia modernă; urmează în paralel Seminarul pedagogic din București. După absolvire, l-a adus pe Vasile în București, transmutând ulterior întreaga familie de la Craiova la București. Ceilalți frați au fost Victor Drăguț (n. 1915 – d. 1940), care s-a îmbolnăvit în gimanziu de poliomelită, Alexandru Drăguț (n. 1919 – d. 1945) care a murit acasă, la București, de o rană căpătată pe frontul de est, și Floarea Drăguț (n. 1920; căsătorită Peceli). 
Vasile Drăguț s-a căsătorit pe 26 martie 1960 cu pictorița Gabriela Patulea-Drăguț (1935-2007). A decedat în București, pe 1 noiembrie 1987. Este înmormântat la Mănăstirea Râmeț.

## Studii
Urmează cursul primar și două clase gimnaziale la Liceul “Ion Heliade Rădulescu” din Craiova. 
În 1940, septembrie - octombrie, întrerupe Gimnaziul din Craiova și ajunge în București, adus de sora mai mare Constanța Drăguț, care își încheiase studiile universitare. Urmează clasa a III-a de gimnaziu în la Colegiul Național „Sfântul Sava” din București, în particular. Absolvind cu medie foarte mare, este acceptat la cursurile de zi de la “Sf. Sava”, începând cu a IV-a gimnazială și continuând cu liceul. Printre colegi – Barbu Cioculescu și Virgil Cândea.
Studii superioare: Facultatea de Filosofie a Universității din București(1946-1949), Institutul de Arte Plastice “Nicolae Grigorescu”, secția istoria artei (1953-1957). (“Vasile Drăguț nu s-a putut înscrie la facultate după terminarea liceului, din cauza atitudinii sale anticomuniste și a putut urma Institutul de Arte Plastice “Nicolae Grigorescu” de-abia la 25 de ani, în 1953") . Își începe activitatea în 1961, la Institutul de Istoria Artei, condus atunci de profesorul George Oprescu. Între timp, lucrează ca funcționar la Forțele de muncă și la CFR.

## Funcții ocupate
- Rector al Institutului de Arte Plastice “Nicolae  Grigorescu” din București (1976 - 1984)
- Director al Institutului de Istoria Artei “George Oprescu” din București (1976 - 1987)
- Redactor-șef al revistelor “Arta”, “Revue roumaine d’Histoire de l’art”, “Studii și cercetări de istoria artei”(din 1977)
- Vicepreședinte al Consiliului Național Român pentru Muzee (în 1968)
- Membru (din 1972) în comitetul consultativ al Consiliului Internațional al Monumentelor și Siturilor (ICOMOS) și Președinte al Comitetului Național Român al ICOMOS
- Director al Direcției Monumentelor Istorice (1971-1976)
- Director al Direcției Patrimoniului Cultural Național (1968 - 1975)
- Membru în Consiliul de conducere (din 1972)  al Institutului Internațional pentru Conservarea și Restaurarea Bunurilor Culturale și președinte al Adunării Generale a acestui organism (1984-1987)
- Președinte al adunării generale a Centrului Internațional pentru Cercetarea, Conservarea și Restaurarea Bunurilor Culturale, cu sediul la Roma (ICCROM)
- Membru al Uniunii Artiștilor Plastici (din 1957)
- Membru (din 1966) al Asociației Internaționale a Criticilor de Artă International Council of Monuments (membru din 1968)
- Profesor asociat la Facultatea de Conservare și Restaurare din Iugoslavia
- Membru de onoare al Societății Elene de Arheologie (ales pe 30 octombrie 1987)

## Operă (selectivă)
- Francisc Șirato (1956)
- Ghiberti – 1378-1455 (Editura de Stat pentru Literatură și Artă, 1959)
- Stilurile Greciei antice1962)
- Luchian' (1962)
- Nicolae Dărăscu (1966)
- Vechi monumente hunedorene  (1967)
- Cetatea Sighișoara (1968)
- Arbore (1969)
- Viorel Mărginean  (1969)
- Dragoș Coman, autorul frescelor de la Arbore  (1969)
- Pictura murală din Transilvania – sec. XIV-XV (1970)
- Arta brâncovenească (1971)
- Catul Bogdan (1972)
- Humor  (1973)
- Pictura românească în imagini  (Editura Meridiane, 1974)
- Dicționar enciclopedic de artă medievală românească (1976, ediția a II-a, îngrijită de Tereza Sinigalia, Editura Vremea, 2000)
- Arta gotică în România  (1979)
- Ion Musceleanu (1980)
- Arta românească (Editura Meridiane, 1982)
- Fata morgana la Tassili  (Editura Sport Turism, 1983)
- Dobrovăț  (Editura Meridiane, 1984)
- Arta creștină în România, sec. XV (1985)
- Arta creștină în România sec. XVI  (Editura Institutul Biblic și de Misiune al Bisericii Ortodoxe Române,1987)
- Constantin Blendea  (1987)
- Medalioane în cerneală  (Editura Meridiane, 1988)
- Repertoriu al picturilor murale, coord. vol. I, distins cu premiul “Ion Andreescu” al Academiei Române, pe anul 1985

## Distincții
- Ordinul „Meritul Cultural” clasa a III-a (1968) „pentru activitate deosebită în domeniul artelor plastice”[7]
- Premiul pentru critică al Uniunii Artiștilor Plastici (1968, 1982)
- Premiul pentru critică al Academiei Române (1981, 1985, 1988)
- Medalia Raffaello Sanzio (Roma, 1982)
- Premiul Minerva d’Oro (1985)

## Citate
- Eugenia Greceanu: “…apărut inițial ca un apărător al monumentelor, împotriva mutilărilor și modernismelor în restaurări, el a ajuns director la DMI prin abile manevre de cucerire a bunăvoinței cabinetului 2, față de care Tamara Dobrin se pleca supusă. Omul avea în realitate stofă de dictator, postura de apărător al culturii era un simplu deghizament. Personalitatea sa reală a fost prezentată într-o carte scrisă de Sorin Ullea, Arhanghelul de la Ribița, apărută prin 2000. E un text la care eu nu mai am nimic de adăugat: V. Drăguț a fost tipul «omului nou» întocmai așa cum l-a construit cu precădere Ceaușescu. Caracteristica principală a omului nou e bivalentă. Pe de o parte – un puternic complex de inferioritate față de «omul vechi» pe care îl știe școlit și cultivat, și nu intelectual «pe puncte» ca el, din care cauză, derutat, se poartă cu acesta când abil și plin de zâmbete, când, dimpotrivă, distant și scorțos. Pe de altă parte, se simte în mod firesc solidar cu ceilalți pentru a se impune in corpore ca noua elită intelectuală a țării. Dar suflați doar cu o spoială de cultură care să ia ochii celor naivi. […] A ajuns în posturi foarte înalte în ierarhia culturii bolșevice, prin relațiile sale, care urcau până la Elena Ceaușescu. Având prin urmare puteri de intervenție superioare oricărei alte direcții din minister, a vrut să recreeze structura mixtă a DMI, lent echilibrată pe parcursul a peste un deceniu, adăugând la cele trei sectoare inițiale – avizare, proiectare, execuție – o secție de restaurare a picturilor, cu elevi ai Institutului de Arte Plastice, o altă secție, de studii, menită să ridice nivelul de cercetare al DMI, prin strădania elevilor săi preferați și, după apariția legii patrimoniului cultural național, un centru de organizare a inventarierii și valorificării patrimoniului mobil, având ca șef un activist din minister și chiar un director, Iulian Antonescu. Personalul DMI din centrală s-a dublat, majoritatea noilor veniți prefigurând activitatea parlamentarilor de astăzi, prezență formală și chiul masiv. […] în mai puțin de șase ani, sub conducerea lui Vasile Drăguț, vechea instituție, respectată și folositoare întregii țări, s-a transformat într-un conglomerat haotic și necontrolabil, cu linii paralele care se ignorau reciproc. […] Nu mai știu unde am citit afirmația că norocul poate apărea și sub forma unei catastrofe. În cazul meu, Drăguț a declanșat perfect conștient catastrofa. La instalarea lui fusesem entuziastă, dar s-a dovedit repede a fi motorul prăbușirii instituției care apăra monumentele.” [8]
- Tereza Sinigalia: ”Anul 1971 a fost cel al primelor acțiuni, dar de abia cel următor, 1972, a dat măsura reală a acestei vaste întreprinderi, pornită timid, mai mult ca un experiment, și dezvoltată în forță și cu curaj, în coordonarea unor specialiști de renume mondial ca Laura și Paolo Mora, secondați de fostul bursier ICCROM [Institutul Central pentru Conservarea și Restaurarea Bunurilor Culturale, n.r.], pictorul Constantin Blendea, și de intransigentul, directul, tăiosul, dar atât de știutorul Alexandru Efremov. Întreaga responsabilitate morală revenea profesorului Vasile Drăguț, care, prin noua funcție pe care o deținea, cea de director al Direcției Monumentelor Istorice, a implicat instituția în această întreprindere cu totul nouă pentru ea și pentru România în genere. În 1972, au început să lucreze efectiv pe șantier studenți din anii terminali ai Secției Pictură Monumentală de la Institutul de Arte Plastice «Nicolae Grigorescu» din București – Oliviu Boldura, Dan Mohanu, Daniel Dumitrache, Casian Labin, Matei Lăzărescu, Jenö Bartos, Irina Petrescu – ca și mai vechii absolvenți asistentul Nicolae Sava, restauratorul de icoane Ioana Lazarovici și pictorul monumentalist Irina Ignat (Mardare). Șantierul de la Humor a fost nu numai o școală de formare a viitorilor pictori muraliști restauratori, ci și o școală în care profesorul Drăguț a introdus principiul interdisciplinarității.” [9]
- Oana Gorea, Dumitru Gorea: “Personalități precum prof. Vasile Drăguț care au marcat și schimbat viața unora dintre noi și care, printr-o luptă personală, a pus la cel mai înalt grad profesii necunoscute la noi în anii ’70, precum cea de istoric de artă și restaurator pictură murală.” [9]
- Oliviu Boldura: “Cu toată această colaborare cu specialiștii străini din grupul celor de la Roma, profesorul Vasile Drăguț, inițiatorul șantierului pilot de la Humor, a fost nevoit să suporte critici din partea istoricilor de artă, dintre care cel mai vocal a fost Alexandru Efremov, care invocau faptul că nu trebuia să se facă școală pe un monument important ca Humorul. Din acest motiv, alături de coordonatorii români specializați la Roma (Constantin Blendea și Nicolae Sava), șantierul era asistat și de istoricii de artă, dintre care amintim pe lângă Alexandru Efremov, și pe Mioara Mocanu sau Mircea Iliescu și Miruna Cantacuzino.” [9]
- Ioana Iancovescu: “E nevoie mai mult ca oricând de disciplină, de continuitate, de generozitate, de bun-simț, de responsabilitate; dânsul le avea cu prisosință și le impunea în jur.“ [10]
- Ina Postăvaru: “Buletinul Comisiei Monumentelor Istorice» a renăscut, în 2005, după 5 ani de somn, sub semnul Drăguț.” [11]
- Academia Română, Institutul de Istoria Artei “G. Oprescu”, Sesiunea anuală a secției de Artă medievală: „Date noi în cercetarea artei medievale din România”. [12]
- Simona Nastac: „Epicentrul preocupărilor sale a rămas însă Evul Mediu românesc, iar valoarea cecetărilor sale este inestimabilă, egală sau măcar similară cu aceea a marilor săi înaintași.” [13]
- Tereza Sinigalia: “În semn de omagiu, acest număr din «Revista Monumentelor Istorice» este dedicat memoriei lui Vasile Drăguț. Pentru că Vasile Drăguț rămâne o piatră de hotar.” [14]
- Virgil Cândea: “Vasile Drăguț era un credincios al prietenilor vechi și în generația colegilor săi de liceu a rămas timp de aproape cinci decenii unul din elementele de coeziune care determinau întâlnirile anuale, la 5 decembrie, ziua patronului Colegiului național «Sf. Sava», iar evoluția diversă a foștilor liceeni, despărțiți prin cele mai diverse preocupări și activități, dispărea în acele ceasuri de retrăire a anilor din adolescență, în care Vasile Drăguț ni se arăta totdeauna neschimbat, vechiul prieten și coleg, comunicativ și optimist, energic și mereu pasionat de noi proiecte, de noi realizări.” [15]
- Șerban Cioculescu: “Aveam un sentiment de admirație și de simpatie pentru prietenul lui Barbu, fiul meu. Mult regretatul Vasile Drăguț ne-a lăsat, printre alte lucrări fundamentale, un excelent Dicționar enciclopedic de artă medievală românească, în 1976. În ziua când ne-am fotografiat împreună, l-am pus pe gânduri, afirmând că i-a scăpat totuși biserica din Ludești-Dâmbovița, autorul, poate, al Letopisețului cantacuzinesc. Nu-i pot uita splendida tâmplă, cu ușile împărătești, în auriu, roșu și albastru. Sunt șaizeci de ani de când n-am mai văzut-o. Învățatul prieten al lui Barbu avea ceea ce se cheamă «lipici». Îi păstrez o amintire credincioasă.” [15]
- Barbu Cioculescu: “Ultima lui vizită la noi acasă a făcut-o anume pentru a-l ruga pe tata să nu mai scrie la Scînteia.” [16]
- Gheorghe Leahu: „Miercuri 5 decembrie 1984. Vasile Drăguț, de care mă leagă o aleasă prietenie, ultimul director al Direcției Monumentelor Istorice înainte de desființarea sa în 1977, mă primește seara, la el acasă. Stăm de vorbă înfricoșați ore în șir despre acest nou și uluitor gest de incultură a puterii. Îmi dă două exemplare dintr-o broșură editată de Institutul de Studii  Balcanice din Salonic, Grecia, unde în 1974 Vasile Drăguț a prezentat în fața unei întâlniri internaționale a istoricilor de artă referatul «Le Monastère de Văcărești, expression des relations artistiques Roumano-Greques». Broșura conține cele mai importante date privind construcția și valoarea de patrimoniu a mănăstirii și este însoțită de câteva fotografii remarcabile ale bisericii. […august 1985] Echipa de restauratori s-a consultat cu prof. Vasile Drăguț, unul dintre cei mai devotați apărători ai Văcăreștilor, care le-a confirmat că toate speranțele s-au spulberat, se hotărâse «de sus» ca până la toamnă mănăstirea Văcărești să dispară.” [17]
- Dimitrios Deliyannis: “A fost un mare specialist în arta postbizantină. Am fost mediatorul unor mesaje între domnul Drăguț și Manolis Kadzilakis, cunoscut bizantinolog grec, academician. Drăguț nu era numai un bizantinolog, ci și un bun cunoscător al culturii din Balcani. Așa că am avut mare noroc să-l pot avea ca profesor. El a încercat chiar să mă plaseze la un studiu monografic în legătură cu Mânăstirea Văcărești, a insistat să mergem împreună să vizităm Mânăstirea, dar nu am primit permisiunea. Astfel încât eu n-am văzut-o înăuntru niciodată. O cunosc foarte bine după fotografii și după studii.” [18]
- Cornel Radu Constantinescu: “Știu că în ultimii ani intrase în conflict direct și deschis cu Cabinetul nr.1 privitor la demolarea unor monumente de însemnătate națională. Am citit cele trei memorii înaintate succesiv «nivelului cel mai înalt». Erau argumentate, elegante în formă, dar necruțătoare în conținut, pe alocuri chiar în formulări, care erau memorate de către «aparat». Cu tristețe constat că unul dintre semnatarii memoriilor, după Revoluția televizată se împăuna cu merite de disident, asumându-și toată răspunderea (de fapt, ieftin, numai gloria), alături de alții «vreo doi», pe care uită să-i numească, între care și Drăguț. Istoria nu uită însă ce nu poate și nu trebuie uitat.” [19]
- Pavel Chihaia: “Ceea ce nu se știa până în prezent, și ne facem o îndatorire să dezvăluim, este că Vasile Drăguț a păstrat o strânsă legătură cu foștii colegi și prieteni care au ales calea exilului, mărturisindu-se alături de cei ce urmăreau instaurarea unei adevărate democrații în țara noastră.” [20]
- Tereza Sinigalia: „Și mai era ceva, ceva ce nu are nicio legătură cu didacticismul obișnuit: lecția vie a exemplului afirmării prin Faptă. Pentru Vasile Drăguț, a fi om însemna în primul rând a făptui, iar căile împlinirii acestui deziderat erau multiple. Una dintre ele, poate cea mai importantă în definirea personalității sale, era lupta: lupta angajată, pentru care fusese dăruit cu energie, voință, perseverență, curaj; lupta pentru un gând, pentru o idee mare și generoasă, pentru a apăra sau a salva un monument, pentru a ajuta un om valoros sau pur și simplu unul aflat în lipsă sau în suferință fizică ori morală, luptă întru bine, frumos, întru cinste și demnitate.” [21]
- Dan Grigorescu: “Opera lui de cercetător va trebui reevaluată... Se va demonstra atunci, sunt sigur, că Vasile Drăguț era pe care să creeze un sistem al interpretării fenomenelor artistice, de a le pune în legătură cu factori diverși, aparținând istoriei politice, economice, culturale, cu mentalitatea specifică a unor epoci, cu obiceiurile de tot felul. Un sistem complex în care determinările comparatiste ocupau un loc de primă însemnătate. Și din care rigiditatea și grandilocvența erau eliminate deopotrivă.” [22]
- Barbu Brezianu: “A năzuit la un moment dat să ctitorească un fabulos muzeu de artă medievală, având și elementele și decorul necesar la îndemână; dar, deși s-a zbătut, soarta nu i-a mai fost de astă dată binevoitoare.” [23]
- I. Ciungu: “Tot de activitatea profesorului Vasile Drăguț e legată și descoperirea numelui Arhiepiscopului Ghelasie, pe un strat de pictură din 1377, în biserica monument istoric de la Mânăstirea Râmeț, nume care este până acum cea mai veche atestare a organizării vieții bisericești din Transilvania.” [24]
- Antonie Plămădeală, Mitropolitul Ardealului: “Nu de puține ori, noi, oamenii Bisericii, am apelat la el ca la o mare autoritate, când era vorba de un detaliu arhitectonic, de un strat de pictură care trebuia identificat și datat, de o soluție într-o problemă de restaurare.” [25]
- Răzvan Theodorescu: “Vasile Drăguț a fost un bun cunoscător al lumii pe care a cercetat-o până în Tassili și în Americi, ca membru al unor organisme internaționale unde disciplina gândului și a lucrului său l-au făcut apreciat și stimat, ales în înalte magistraturi culturale spre folosul și cinstea țării sale.” [26]
- Cornel Radu Constantinescu: „S-a implicat cu o ambiție și o fervoare pe care mulți dintre noi am cunoscut-o, în stimularea energiilor creatoare, în educarea noilor generații de artiști și cercetători ai artei, în conservarea și restaurarea marilor vestigii de artă ale trecutului, dovedind față de istoria neamului și înaltele ei izbânzi întru frumos, o pasionată și totală devoțiune.” [27]
- Pavel Chihaia: “Făcând parte din conducerea Istitutului central de restaurare din Roma, din centrul UNESCO-ului, s-a împotrivit cu energie campaniei de dărâmare a venerabilelor monumente religioase din țara noastră și a avut curajul să semneze, încă de acum doi ani, când campania a luat aspecte nemaiîntâlnite, un protest împotriva distrugerilor, alături de profesorii Grigore Ionescu, Dionisie Pippidi, Dinu Giurescu, Radu Popa, Aurel Trișcu.” [28]
- Răzvan Theodorescu: “Nu cred că monumentele istorice ale României au avut de multe ori apărători mai devotați și mai cutezători decât Vasile Drăguț care, în trecerea sa de câțiva ani la cârma unei instituții naționale dedicate protejării semnelor de naștere ale trecutului, i-a dat acesteia un înțeles și o noblețe ce nu se pot uita.” [29]
- Gheorghe Vida: “Era un om al actualității, de o eficiență maximă – și cât îl admiram pentru asta! –, care reușea să ne trezească de atâtea ori, mereu, din letargie, din inerție și plictiseală, provocând în fiecare dintre colaboratorii săi, acele energii latente – adesea necunoscute – menite să ducă la faptă. Și cât de mult se bucura el însuși de înfăptuirile, mai mărunte sau mai deosebite, ale foștilor săi studenți și actuali membri ai breslei. În acest sens – cred – a fost o personalitate charismatică a generației mele.” [29]
- Mihai Ispir: “Student în ultimul an, m-am prezentat Profesorului cu rugămintea de a-mi conduce lucrarea de diplomă. Obținându-i acordul, a urmat indicarea temei, a etapelor pregătirii lucrării, a locurilor unde urma să mă deplasez și, treptat, mi-am dat seama că Profesorul îmi împărtășea, de fapt, deschis, din propriile idei, oferind, ca întotdeauna, răspunsuri noi unor probleme. Dincolo de îndrumările sale ferme și limpezi într-un domeniu în care ești tot timpul pândit de nisipuri mișcătoare, am primit atunci în dar o lecție, o mare lecție de generozitate, de conduită profesională și morală.” [29]
- Anca Vasiliu: “Iar Elada, poate ultima sa mare descoperire, nu este altceva decât întruchiparea pe pământ, între albastrul cerului și al mării, a stării paradisiace, orizontul unui miracol pe care-l considera, asumându-și-l, expresia plenitudinii solare a ființei, modelul său uman. Îmi spunea, nu demult, că scrie o istorie a artei bizantine, dar că ceea ce ar fi dorit cu adevărat era să poată închina un imn arhitecturii «în cruce greacă înscrisă». Un imn subtilității și perfecțiunii, pe care din interiorul firii le-a admirat toată viața.” [29]
- Mihai Drișcu: “Vocea se modifică într-un fel când «povestește» foarte amănunțit un anume vin grecesc și sună altfel în cântecele oltenești despre haiduci.” [29]
- Dan Grigorescu: “Oricine citește paginile – miile de pagini – pe care le-a scris despre pictura, sculptura, arhitectura românească a acestor secole îndepărtate deslușește, dincolo de fireasca sobrietate a frazei, mărturia unei mari iubiri.” [30]
- Andrei Pleșu: „O asemenea energie, pentru care apărarea valorilor nu poate fi decât ofensivă, realistă, concretă, e calitatea distinctivă a lui Vasile Drăguț. Tipologic, el nu ține de «casta» sacerdoților, ci de aceea a războinicilor. Robust și perspicace, de o inflexibilă hărnicie, rapid și tonic, tactician aprig și combatant obstinat, Vasile Drăguț are dotația ideală a păstrătorului de teritorii și cetăți. E un oștean, un oștean învățat, ale cărui campanii sunt lungi călătorii de studiu.” [31]